# Cent espèces envahissantes parmi les plus nuisibles du monde

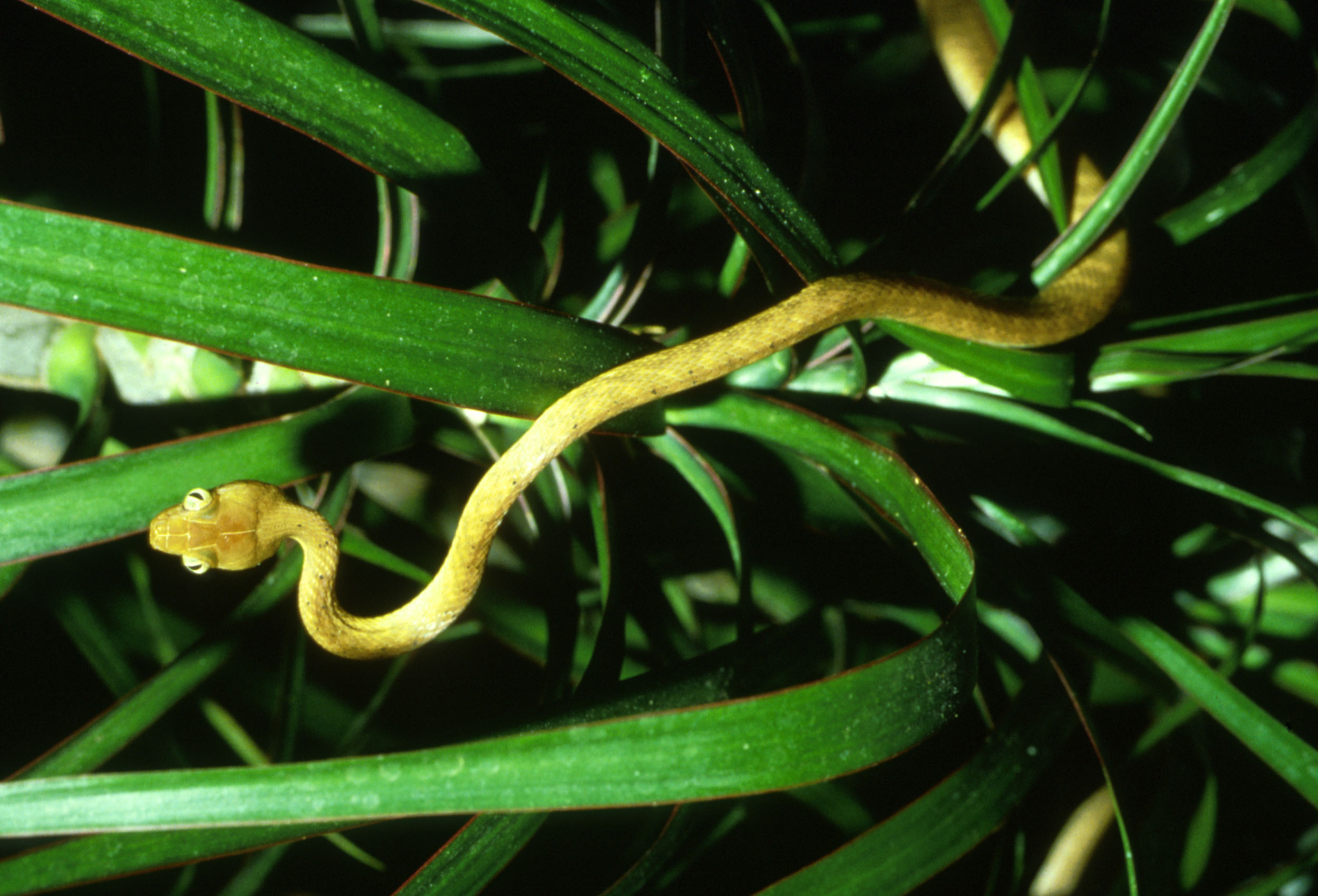
Le Serpent brun arboricole (Boiga irregularis) est connu pour avoir exterminé presque totalement les oiseaux forestiers indigènes de Guam.

Les cent espèces envahissantes parmi les plus nuisibles du monde sont recensées dans une liste élaborée par le Groupe de spécialistes des espèces envahissantes (GSEE) de la Commission de la sauvegarde des espèces (CSE) de l'Union internationale pour la conservation de la nature (UICN), dans le but de sensibiliser à la complexité, à l'importance et aux effets des espèces exotiques envahissantes. Cette liste est citée dans diverses publications scientifiques.
Les critères adoptés pour sélectionner les espèces de cette liste sont :
- la gravité de leurs effets sur la biodiversité ou les activités humaines.
- le fait qu'elles sont des exemples illustratifs de thèmes importants relatifs aux invasions biologiques.

Pour que les exemples soient le plus variés possible, une seule espèce pour chaque genre a été retenue ; par conséquent, le fait qu'une espèce ne soit pas comprise dans la liste ne signifie pas qu'elle soit nécessairement moins néfaste pour l'environnement.
Ci-dessous est présentée la liste complète des espèces qui figurent dans la publication de l'UICN. La colonne « Motif » donne un lien vers la fiche de la Global Invasive Species Database qui donne des précisions sur l'écologie et la distribution de l'espèce, ainsi que les motifs l'inclusion dans la liste.
Pour certains auteurs, Homo sapiens mériterait de figurer dans cette liste, en tant qu'espèce envahissante et destructrice de l'environnement et des autres espèces animales et végétales,.

## Liste
| Espèce                                                             | Type             | Nom commun                                                                         | Motif | Images |
| ------------------------------------------------------------------ | ---------------- | ---------------------------------------------------------------------------------- | ----- | ------ |
| Acacia mearnsii                                                    | Arbuste          | Acacia noir                                                                        |       |        |
| Achatina fulica                                                    | Mollusque        | Escargot géant africain, achatine ou achatine foulque                              |       |        |
| Acridotheres tristis                                               | Oiseau           | Martin triste                                                                      |       |        |
| Aedes albopictus                                                   | Insecte          | Moustique-tigre                                                                    |       |        |
| Anopheles quadrimaculatus                                          | Insecte          | Anophèle de la malaria                                                             |       |        |
| Anoplolepis gracilipes                                             | Insecte          | Fourmi folle jaune                                                                 |       |        |
| Anoplophora glabripennis                                           | Insecte          | Longicorne asiatique                                                               |       |        |
| Aphanomyces astaci                                                 | Champignon       | Agent de la peste de l'écrevisse                                                   |       |        |
| Ardisia elliptica                                                  | Arbre            | Ati popa'a                                                                         |       |        |
| Arundo donax                                                       | Plante           | Canne de Provence                                                                  |       |        |
| Asterias amurensis                                                 | Étoile de mer    | Étoile de mer japonaise                                                            |       |        |
| Virus du sommet touffu du bananier (BBTV, Banana bunchy top virus) | Micro-organisme  | Agent de la maladie du sommet touffu du bananier                                   |       |        |
| Batrachochytrium dendrobatidis                                     | Champignon       | Agent de la chytridiomycose                                                        |       |        |
| Bemisia tabaci                                                     | Insecte          | Aleurode du tabac, Mouche blanche                                                  |       |        |
| Boiga irregularis                                                  | Reptile          | Serpent brun arboricole                                                            |       |        |
| Bufo marinus = Rhinella marina                                     | Amphibien        | Crapaud géant, crapaud buffle                                                      |       |        |
| Capra hircus                                                       | Mammifère        | Chèvre domestique                                                                  |       |        |
| Carcinus maenas                                                    | Crustacé         | Crabe enragé, crabe vert                                                           |       |        |
| Caulerpa taxifolia                                                 | Algue            | Caulerpe à feuille d’if                                                            |       |        |
| Cecropia peltata                                                   | Arbre            | Cecropia pelté, bois trompette ou coulequin                                        |       |        |
| Cercopagis pengoi                                                  | Crustacé         | Puce d'eau                                                                         |       |        |
| Cervus elaphus                                                     | Mammifère        | Cerf commun, cerf élaphe                                                           |       |        |
| Chromolaena odorata                                                | Plante           | Herbe du Laos, eupatoire odorante                                                  |       |        |
| Cinara cupressi                                                    | Insecte          | Puceron du cyprès, puceron bronzé                                                  |       |        |
| Cinchona pubescens                                                 | Arbre            | Quinquina rouge                                                                    |       |        |
| Clarias batrachus                                                  | Poisson          | Silure grenouille                                                                  |       |        |
| Clidemia hirta                                                     | Arbuste          | Clidemia, herbe-côtelette, herbe cré-cré                                           |       |        |
| Coptotermes formosanus                                             | Insecte          | Coptoterme de Formose, termite du Japon du sud                                     |       |        |
| Potamocorbula amurensis                                            | Mollusque        | Palourde de l'Amour                                                                |       |        |
| Cryphonectria parasitica                                           | Champignon       | Chancre du châtaignier                                                             |       |        |
| Cyprinus carpio                                                    | Poisson          | Carpe commune                                                                      |       |        |
| Dreissena polymorpha                                               | Mollusque        | Moule zébrée                                                                       |       |        |
| Eichhornia crassipes                                               | Plante aquatique | Jacinthe d'eau ou camalote                                                         |       |        |
| Eleutherodactylus coqui                                            | Amphibien        | Hylode, coqui                                                                      |       |        |
| Eriocheir sinensis                                                 | Crustacé         | Crabe chinois, crabe poilu de Shanghai                                             |       |        |
| Euglandina rosea                                                   | Mollusque        | Euglandine, glandine, escargot carnivore                                           |       |        |
| Euphorbia esula                                                    | Plante           | Euphorbe ésule ou euphorbe âcre                                                    |       |        |
| Fallopia japonica = Polygonum cuspidatum                           | Arbuste          | Renouée du Japon ou renouée à feuilles pointues                                    |       |        |
| Felis catus                                                        | Mammifère        | Chat, chat domestique                                                              |       |        |
| Gambusia affinis                                                   | Poisson          | Gambusie                                                                           |       |        |
| Hedychium gardnerianum                                             | Plante           | Lis gingembre, longose                                                             |       |        |
| Herpestes javanicus                                                | Mammifère        | Mangouste de Java ou petite mangouste indienne                                     |       |        |
| Hiptage benghalensis                                               | Arbuste          | Liane de cerf                                                                      |       |        |
| Imperata cylindrica                                                | Plante           | Imperata cylindrique                                                               |       |        |
| Lantana camara                                                     | Arbuste          | Lantanier                                                                          |       |        |
| Lates niloticus                                                    | Poisson          | Perche du Nil                                                                      |       |        |
| Leucaena leucocephala                                              | Arbre            | Leucène, faux mimosa                                                               |       |        |
| Ligustrum robustum                                                 | Arbuste          | Troène robuste                                                                     |       |        |
| Linepithema humile                                                 | Insecte          | Fourmi d'Argentine                                                                 |       |        |
| Lymantria dispar                                                   | Insecte          | Bombyx disparate                                                                   |       |        |
| Lythrum salicaria                                                  | Plante           | Salicaire commune                                                                  |       |        |
| Macaca fascicularis                                                | Mammifère        | Macaque, macaque crabier ou macaque à longue queue                                 |       |        |
| Melaleuca quinquenervia                                            | Arbre            | Niaouli                                                                            |       |        |
| Miconia calvescens                                                 | Arbre            | Miconia                                                                            |       |        |
| Micropterus salmoides                                              | Poisson          | Achigan à grande bouche, black-bass, perche truitée, perche noire                  |       |        |
| Mikania micrantha                                                  | Plante grimpante | Liane américaine                                                                   |       |        |
| Mimosa pigra                                                       | Arbuste          | Acacia mimosa noir, acacia paresseuse                                              |       |        |
| Mnemiopsis leidyi                                                  | Cténophore       | Cténophore américain                                                               |       |        |
| Mus musculus                                                       | Mammifère        | Souris grise, souris domestique, souris commune                                    |       |        |
| Mustela erminea                                                    | Mammifère        | Hermine                                                                            |       |        |
| Myocastor coypus                                                   | Mammifère        | Ragondin                                                                           |       |        |
| Myrica faya                                                        | Arbuste          | Faya                                                                               |       |        |
| Mytilus galloprovincialis                                          | Mollusque        | Moule méditerranéenne                                                              |       |        |
| Oncorhynchus mykiss                                                | Poisson          | Truite arc-en-ciel                                                                 |       |        |
| Ophiostoma ulmi                                                    | Champignon       | Agent de la graphiose de l'orme                                                    |       |        |
| Opuntia stricta                                                    | Arbuste          | Opuntia dressée                                                                    |       |        |
| Oreochromis mossambicus                                            | Poisson          | Tilapia du Mozambique                                                              |       |        |
| Oryctolagus cuniculus                                              | Mammifère        | Lapin de garenne, Lapin commun                                                     |       |        |
| Pheidole megacephala                                               | Insecte          | Fourmi à grosse tête                                                               |       |        |
| Phytophthora cinnamomi                                             | Oomycète         | Pourriture des racines, pourriture du cœur de l'ananas, pourriture du collet       |       |        |
| Pinus pinaster                                                     | Arbre            | Pin maritime, pin des Landes, pin de Corte ou pin mésogéen                         |       |        |
| Plasmodium relictum                                                | Micro-organisme  | Agent du paludisme aviaire                                                         |       |        |
| Platydemus manokwari                                               | Ver plat         | Plathelminthe de Nouvelle-Guinée                                                   |       |        |
| Pomacea canaliculata                                               | Mollusque        | Ampullaire brune                                                                   |       |        |
| Prosopis glandulosa                                                | Arbre            | Mesquite                                                                           |       |        |
| Psidium cattleianum                                                | Arbuste          | Goyavier de Chine                                                                  |       |        |
| Pueraria montana var. lobata                                       | Plante grimpante | Puéraire, vigne kudzu                                                              |       |        |
| Pycnonotus cafer                                                   | Oiseau           | Bulbul à ventre rouge                                                              |       |        |
| Lithobates catesbeianus = Rana catesbeiana                         | Amphibien        | Ouaouaron ou grenouille-taureau                                                    |       |        |
| Rattus rattus                                                      | Mammifère        | Rat noir, rat des greniers ou rat des champs                                       |       |        |
| Virus de la peste bovine ;                                         | Micro-organisme  | Agent de la peste bovine                                                           |       |        |
| Rubus ellipticus                                                   | Arbuste          | Ronce elliptique, piquant lou-lou                                                  |       |        |
| Salmo trutta                                                       | Poisson          | Truite commune                                                                     |       |        |
| Schinus terebinthifolius                                           | Arbre            | Faux poivrier du Brésil, poivrier bourbon, poivrier du Brésil                      |       |        |
| Sciurus carolinensis                                               | Mammifère        | Écureuil gris, écureuil gris de la Caroline                                        |       |        |
| Solenopsis invicta                                                 | Insecte          | Fourmi de feu                                                                      |       |        |
| Spartina anglica                                                   | Plante           | Spartine anglaise                                                                  |       |        |
| Spathodea campanulata                                              | Arbre            | Tulipier du Gabon                                                                  |       |        |
| Sphagneticola trilobata                                            | Plante           | Herbe à femme, herbe soleil, Wedelia                                               |       |        |
| Sturnus vulgaris                                                   | Oiseau           | Étourneau sansonnet                                                                |       |        |
| Sus scrofa                                                         | Mammifère        | Sanglier                                                                           |       |        |
| Tamarix pentandra = Tamarix ramosissima                            | Arbuste          | Tamarix de Russie, tamaris chinois                                                 |       |        |
| Trachemys scripta elegans                                          | Reptile          | Tortue de Floride                                                                  |       |        |
| Trichosurus vulpecula                                              | Mammifère        | Phalanger-renard, phalanger commun, opossum d'Australie, opossum à queue en brosse |       |        |
| Trogoderma granarium                                               | Insecte          | Dermeste des grains, trogoderme des grains                                         |       |        |
| Ulex europaeus                                                     | Arbuste          | Ajonc d'Europe ou grand ajonc                                                      |       |        |
| Undaria pinnatifida                                                | Algue            | Wakame                                                                             |       |        |
| Vespula vulgaris                                                   | Insecte          | Guêpe commune                                                                      |       |        |
| Vulpes vulpes                                                      | Mammifère        | Renard roux, renard commun, renard rouge                                           |       |        |
| Wasmannia auropunctata                                             | Insecte          | Petite fourmi de feu ou fourmi électrique                                          |       |        |